# 잡토 수르조수마르노

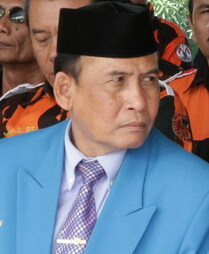

잡토 술리스티오 수르조수마르노(인도네시아어: Japto Soelistyo Soerjosoemarno, 1949년 12월 16일 자와틍아 주 수라카르타 ~ )는 인도네시아의 정치인, 변호사이다.

## 생애
자와틍아 주 수라카르타 출신이다. 그의 아버지는 자와족 귀족이고 그의 어머니는 유대계 네덜란드인이다. 네덜란드 유학 시절에는 지지학, 측지학을 전공한 경력을 갖고 있다. 자카르타에서 변호사로 근무하면서 로펌을 설립했다.
1965년 수하르토가 일으킨 군사 쿠데타에서 중요한 역할을 했던 준군사 조직인 판차실라 청년단의 단장을 역임했으며 수하르토가 제시한 정치 이념인 신질서를 지지했다. 수하르토 정권 시절에 수마트라우타라 주에서 일어난 인도네시아 군부의 공산주의자 학살, 중국인 학살에 연루된 것으로 알려져 있다.